# 1-Fenil-1-hexanol
1-Fenil-1-hexanol ou 1-fenilhexan-1-ol é o composto orgânico, um álcool aromático, de fórmula molecular C12H18O e massa molecular 178,27072. Apresenta ponto de ebulição de 172 °C a 50mmHg e densidade 0,95. É classificado com o número CAS 4471-05-0, CBNumber CB1281642 e MOL File 4471-05-0.mol.